# Thanksgiving (Padre de familia)
Thanksgiving (titulado Acción de gracias en España e Hispanoamérica) es el sexto episodio de la décima temporada de la serie animada Padre de familia. El episodio se emitió originalmente en Fox en los Estados Unidos en el 20 de noviembre de 2011. El episodio se centra en la cena que la familia Griffin y sus vecinos llevan a cabo a modo de celebración del Día de Acción de Gracias. En mitad de la cena, se sorprenden al ver aparecer por sorpresa a Kevin Swanson, hijo de Joe y Bonnie Swanson que supuestamente había fallecido en la Guerra de Irak. 
A medida que empiezan a redescubrirse, Kevin revela en primer lugar que se encontraba en coma y no muerto, tras sufrir en un día de Acción de Gracias de años atrás un ataque por parte de iraquíes. Sin embargo, su historia empieza a contradecirse y finalmente revela que terminó desertando tras contemplar la realidad de la guerra tras la ocupación por parte de EE. UU. del país. Su padre, Joe, lo arresta, hasta que Kevin le recuerda que hace varios años se comportó de forma comprensible con un sin techo que había cometido un delito.
El episodio fue escrito por Patrick Meighan y dirigido por Jerry Langford. Generalmente la crítica lo recibió con comentarios mixtos centrados en su historia y en sus referencias culturales. Según la empresa de medición de audiencias Nielsen, en su emisión original fue visto en 6,.04 millones de hogares. Además, el episodio incluyó actuaciones de Max Burkholder, Jackson Douglas, Kevin Durand, Colin Ford, Zachary Gordon, Scott Grimes, Julie Hagerty, Jonathan Morgan Heit, Christine Lakin y Patrick Stewart, junto con varios actores de voz recurrentes en la serie.

## Argumento
Tras el comienzo de Acción de Gracias, Lois decide invitar a su familia y vecinos a una cena en su casa. Una vez que los invitados llegan y comienzan a cenar, un invitado sorpresa se presenta en la puerta. Tal invitado resulta ser Kevin Swanson, el hijo de los vecinos de la familia Griffin Joe y Bonnie Swanson, quienes creían que había muerto en la Guerra de Irak. Radiantes, sus padres le preguntan por qué la armada americana les había mandado una carta certificando su muerte. Kevin les comenta que en vez de morir, había permanecido en coma tras un atentado con bomba que estaba escondida dentro de un pavo años antes. Posteriormente, tras haber huido, Kevin empieza a ponerse en contra de la guerra, y revela varias incongruencias vistas durante su estancia en Irak. Kevin revela entonces que decidió desertar, y al ver que toda su unidad menos él había fallecido tras la explosión, fingió su propia muerte para poder abandonar el país y volver a su hogar. Joe, que es policía, arresta a su hijo por cometer deserción, mientras el resto de la familia lo critica por mentirles.
Brian, el perro de la familia, pregunta a Kevin por qué decidió abandonar la armada. Kevin le contesta que mientras crecía se había ido cansando de la guerra. Además se hizo amigo de varios iraquíes, lo que finalmente le llevó a escapar. Kevin y su familia comienzan entonces a discutir acerca de la ocupación del país por parte de los Estados Unidos, con Brian protegiéndole, y muchos otros como Ida Quagmire, veterano de guerra, criticando su deserción. Enfurecido, Joe decide encarcelar a su hijo y lo esposa. Kevin entonces le recuerda cuando hace tiempo dejó a un hombre indefenso quedarse con una lata de sopa de tomate que había robado de un supermercado para poder alimentar a su familia, a pesar de que tal hombre lo sentía. De forma comprensiva, Joe libera a su hijo, y ambos hacen las paces. Cuando la familia está a punto de terminar de cenar, otro hombre igual que Kevin Swanson entra al hogar familiar, clamando que el otro  Kevin es un impostor. Sin embargo, Peter cierra el episodio dando paso a los créditos diciendo "Pues ya no da tiempo para mucho más".

## Producción

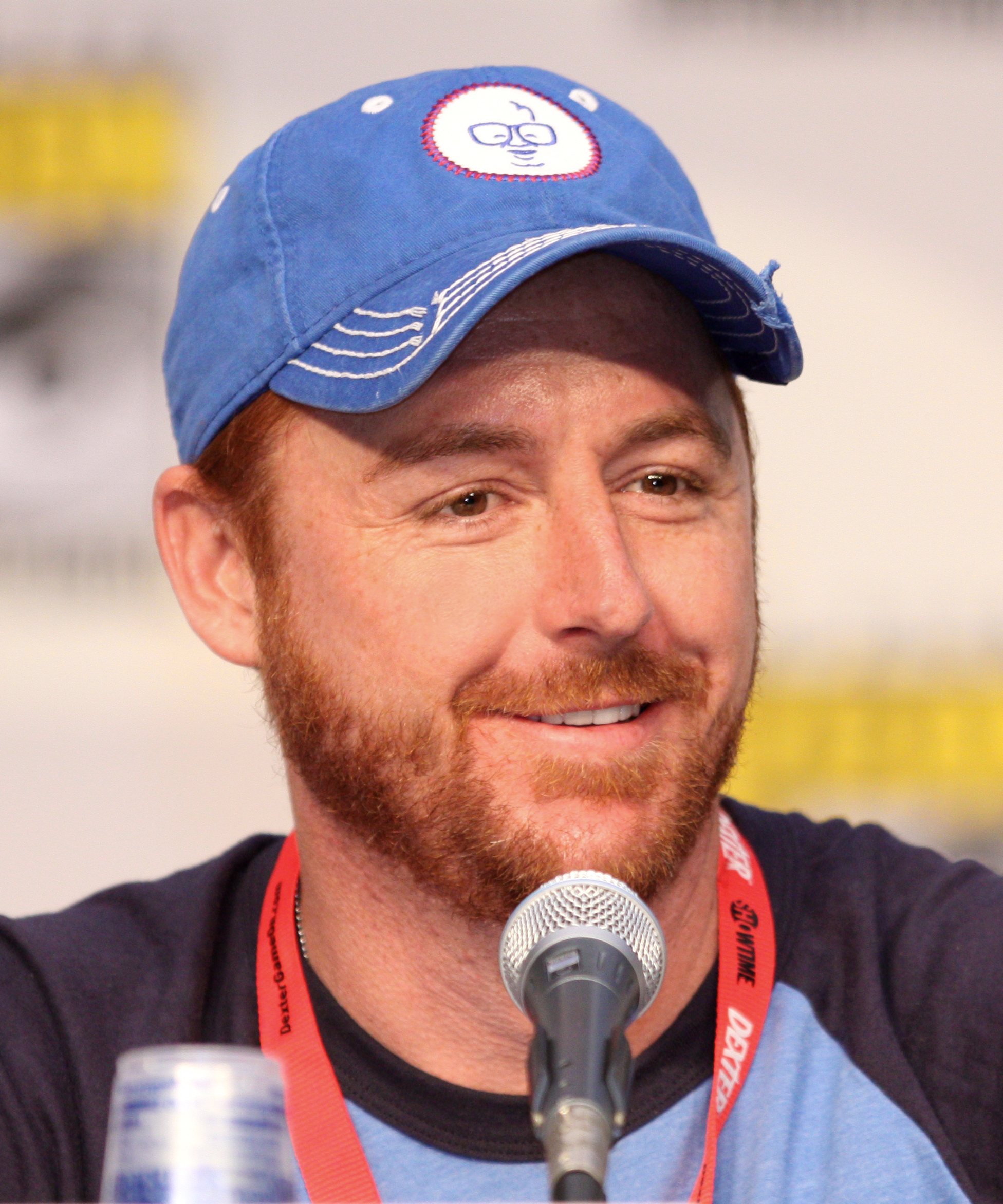
Scott Grimes asumió el rol de Kevin Swanson.

El episodio fue dirigido por Jerry Langford, poco después de la conclusión de la producción de la novena temporada, siendo este su primer episodio en la décima. Langford se unió a la serie en su séptima temporada, dirigiendo el episodio "Tales of a Third Grade Nothing". El episodio fue escrito por Patrick Meighan, quien se estrenó en la serie en su cuarta temporada, escribiendo el episodio "8 Simple Rules for Buying My Teenage Daughter". Peter Shin y James Purdum, regulares en la serie, actuaron como directores de supervisión, y con Andrew Goldberg, Alex Carter, Spencer Porter, Anthony Blasucci, Mike Desilets y Deepak Sethi como guionistas. El compositor Ron Jones, quien ha trabajado en la serie desde su inicio, volvió a participar en ella para componer la música de este episodio.
El papel de Kevin Swanson ha sido compartido por muchas personas: como el actor Jon Cryer, que le dio voz en el episodio de la segunda temporada "There's Something About Paulie". En posteriores apariciones, Seth MacFarlane, el creador y productor ejecutivo de la serie ha sido quien ha dado su voz al personaje de Kevin hasta que desapareció de la serie, cuando se afirmó que había fallecido en Irak. El actor Scott Grimes, más conocido por doblar al personaje Steve Smith de American Dad!, segunda serie animada creada por MacFarlane, fue quien actuó como Kevin en este episodio.
Además de Grimes y el elenco habitual, también participaron en este episodio los actores y actrices Max Burkholder, Jackson Douglas, Kevin Durand, Colin Ford, Zachary Gordon, Julie Hagerty,  Jonathan Morgan Heit, Christine Lakin y Patrick Stewart. También hicieron apariciones menores la actriz Alexandra Breckenridge, el actor Chris Cox, el escritor Mike Desilets, el actor Ralph Garman y los escritores Gary Janetti, Danny Smith, Alec Sulkin y John Viener. En el elenco también participaron Adam West, Jennifer Tilly y Patrick Warburton que aparecieron el episodio como el alcalde Adam West, Bonnie Swanson y Joe Swanson, respectivamente.